# Verbania
Verbania est une ville italienne de la province du Verbano-Cusio-Ossola dans le Piémont, région de la plaine du Pô.

## Toponyme
Verbania tire son nom de Verbano, autre nom du lac Majeur qu'elle borde.

## Histoire
Au début du XXe siècle, la ville était très prisée par la noblesse et la bourgeoisie qui y ont construit leurs résidences. Elle fut, par la suite, délaissée pour Stresa, cité voisine. 

## Administration
| Période                                  | Période     | Identité           | Étiquette               | Qualité |
| ---------------------------------------- | ----------- | ------------------ | ----------------------- | ------- |
| 13 juin 2004                             | 8 juin 2009 | Claudio Zanotti    | Parti démocrate         |         |
| 8 juin 2009                              | 8 juin 2014 | Marco Zacchera     | Le Peuple de la liberté |         |
| 8 juin 2014                              | En cours    | Silvia Marchionini | Parti démocrate         |         |
| Les données manquantes sont à compléter. |             |                    |                         |         |

### Hameaux
Antoliva, Biganzolo - Selasca, Cavandone, Fondotoce, Intra, Pallanza, Possaccio, Suna, Torchiedo, Trobaso, Unchio, Zoverallo

### Communes limitrophes
Arizzano, Baveno, Cambiasca, Cossogno, Ghiffa, Gravellona Toce, Laveno-Mombello (VA), Mergozzo, Miazzina, San Bernardino Verbano, Stresa, Vignone

### Jumelages
- Bourg-de-Péage (France)
- Crikvenica (Croatie)
- East Grinstead (Royaume-Uni)
- Mindelheim (Allemagne)
- Piatra Neamț (Roumanie)
- Sant Feliu de Guíxols (Espagne)
- Schwaz (Autriche)
- Spinazzola (Italie)
- Termeno sulla Strada del Vino (Italie)

## Personnes liées à Verbania
- Bernhard Riemann (1826-1866), mathématicien allemand.
- Daniele Ranzoni (1843-1889), peintre italien.
- Luigi Cadorna (1850-1928), militaire italien.
- Contardo Ferrini (1859-1902), universitaire italien.
- Emma Morano (1899-2017), supercentenaire italienne.
- Marco Baliani (1950-), metteur en scène, acteur, écrivain, dramaturge italien.
- Beniamino Bonomi (1968-), kayakiste, champion olympique.
- Filippo Ganna (1996-), coureur cycliste italien.